# Gnomidolon pictum
Gnomidolon pictum är en skalbaggsart som först beskrevs av Audinet-serville 1834.  Gnomidolon pictum ingår i släktet Gnomidolon och familjen långhorningar.
Artens utbredningsområde är Paraguay. Inga underarter finns listade i Catalogue of Life.